# Tipula unca
Tipula unca är en tvåvingeart som beskrevs av Christian Rudolph Wilhelm Wiedemann 1817. Tipula unca ingår i släktet Tipula och familjen storharkrankar. Arten är reproducerande i Sverige.

## Underarter
Arten delas in i följande underarter:
- T. u. unca
- T. u. amurensis

## Bildgalleri

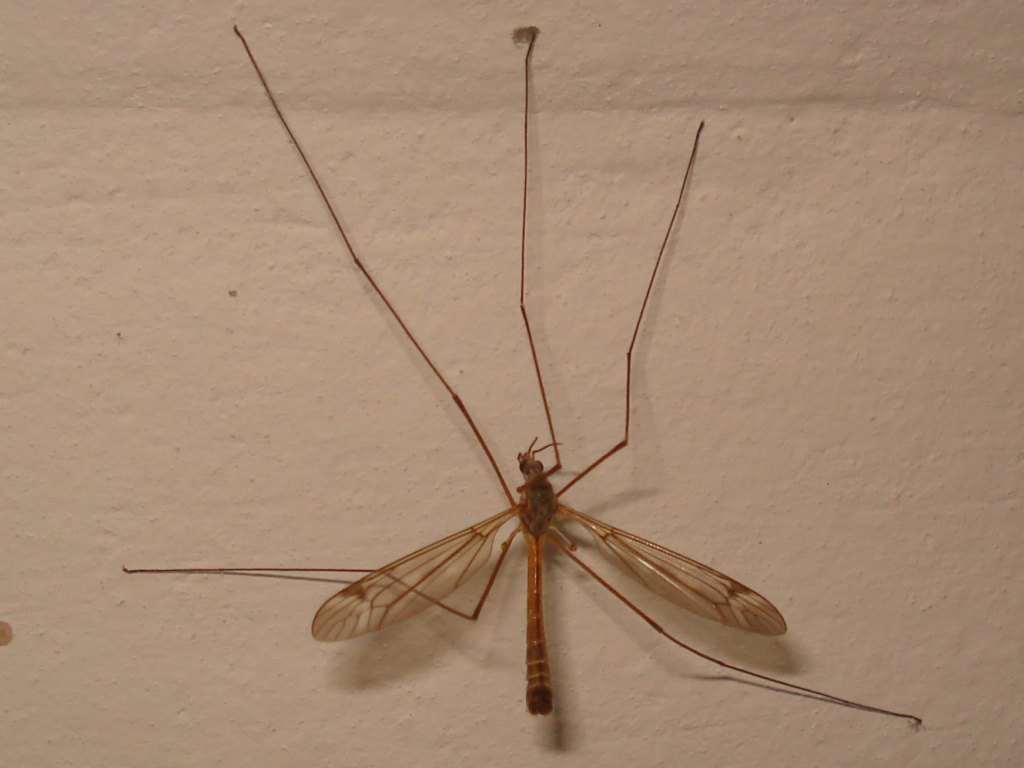
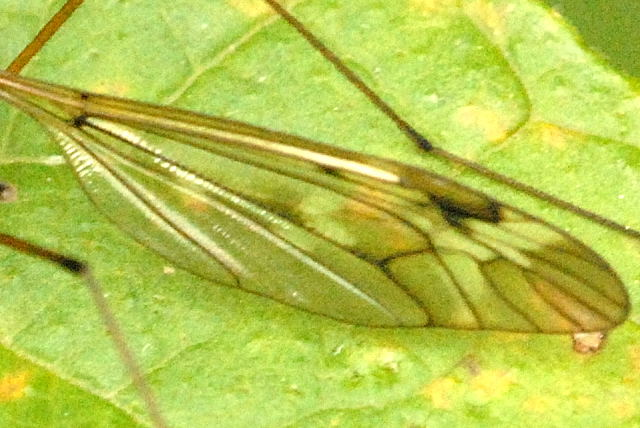